# CanalOlympia Wologuèdé
CanalOlympia Wologuèdè est une salle de spectacles et de cinéma numérique dont l'objectif est de révéler les artistes du Bénin principalement. D'une superficie de 1,5 ha, et inaugurée le vendredi 8 décembre 2017 par le ministre béninois chargé de la culture, elle fait partie des cinq salles de spectacles en Afrique développées par le groupe Vivendi de Vincent Bolloré dans le cadre du  projet CanalOlympia.

## Objectifs
Les objectifs de CanalOlympia est de faire vibrer la culture de l’Afrique en participant à la création de nouveaux lieux de vie dédiés au divertissement et à la culture sur le continent. C’est aussi permettre au talents béninois de servir de cet espace comme un tremplin et un incubateur pour mieux les révéler, les produire, leur permettre de rencontrer leur public et les faire rayonner en Afrique.

## Infrastructure
Elle dispose d'une salle de spectacle de 300 places comportant : 
- Une salle polyvalente et utilise un écran moderne de 14 m de large sur environ 6 mètres de hauteur ;
- Une salle principale d’une dimension de 30 m sur 16 mètres
- Une salle d’accueil et des toilettes et bar extérieurs
- Une zone « Blue storage » de 130 m sur 120 m muni de bar
- Une salle d’accueil qui fonctionne dotée d’une autonomie d’énergie avec des panneaux solaires

## Salles canal Olympia en Afrique
CanalOlympia existe dans plusieurs pays en Afrique dont :
- 2 au Cameroun : il s'agit de Douala  (CanalOlympia Bessengue) et de Yaoundé au  (CanalOlympia Yaoundé),
- Conakry en Guinée (CanalOlympia Kaloum),
- Niamey au Niger (CanalOlympia Hippodrome),
- Lomé au Togo (CanalOlympia Godopé)
- Cotonou au Bénin (CanalOlympia Wologuédé)
- Ouaga au Burkina-Faso (CanalOlympia Yennenga),
- Dakar au Sénégal (CanalOlympia Terranga) inauguré le 11 mai 2017[4].
- Antananarivo à Madagascar (CanalOlympia Iarivo) inauguré le 19 juin 2019[5].